# برايان بلكينغتون (رسام توضيحي)
برايان بلكينغتون (بالآيسلندية: Brian Pilkington)‏ هو رسام توضيحي آيسلندي، ولد في 20 يوليو 1950.